# 英武可汗
英武可汗（?—759年）原称葛勒可汗，藥羅葛氏，名磨延啜。回纥汗國的第二任可汗，尊号登里囉没蜜施頡翳徳蜜施毗伽可汗（古突厥文拉丁轉寫：Tängridä Bolmïš Il Itmiš Bilgä Qaghan），在位時間為749-759年。
出生年份无记载。初为磨延啜，又称葛勒特勤。743年，奉父骨力裴罗之命，讨伐擒获后突厥汗国乌苏米施可汗。次年，其父称汗后，受命西讨葛逻禄。747年，磨延啜的父亲、回纥汗國的第一任可汗骨力裴罗去世，磨延啜即位为葛勒可汗，又称登里罗设密施颉翳德密施毗伽可汗。成为药罗葛、胡咄葛、咄罗勿、貊歌息讫、阿勿嘀、葛萨、斛嗢素、药勿葛、奚耶勿九姓的可汗。西征征服葛逻禄诸部，建八剌沙衮城（今吉尔吉斯斯坦托克莫克东南楚河南岸）。751年，葛勒可汗在鄂尔浑山谷建立了新都窝鲁朵八里（古突厥文拉丁轉寫：Ordu Balıq）（回纥牙帐单于城）。由唐朝和粟特工匠建造的城池在于都斤山脚下矗立。城墙是褐色的砖石，呈方形的护城河环城而建。可汗家族居住的宫城有两个城门和瞭望塔加强警戒。7年后，回纥汗國控制了贝加尔湖地区，在色楞格河畔修建了白八里（富贵城），征服北部诸部落。安史之乱爆发后，756年，遣使灵武觐唐肃宗，请出兵助唐平安史之乱。757年，葛勒可汗应唐肃宗之邀，派长子叶护太子率军四千余援唐。同年秋，帮助唐朝收复西京长安、东京洛阳两京。758年，唐朝赐葛勒可汗号英武威遠毗伽闕可汗，简称英武可汗、英武威远可汗；唐肃宗将寡居的二女儿宁国公主嫁给了英武可汗。同年，英武可汗遣子骨啜特勒及宰相帝德，率三千精骑助唐攻安庆绪。759年，英武可汗在征服萨彦岭部族（葉尼塞吉爾吉斯人）的庆功会上去世，在位十二年。次子移地健继位，即牟羽可汗。有突厥文《回纥英武威远毗伽可汗碑》以志其功。